# Maranthes
Maranthes là một chi thực vật thuộc họ Chrysobalanaceae.
Bao gồm các loài:
- Maranthes corymbosa, Bl.